# Wolfgang Heidenfeld
Wolfgang Heidenfeld (Berlin, 29. svibnja 1911. – 3. kolovoza 1981.), njemački šahist.
Heidenfeld je rođen u Berlinu. Protjeran je iz Njemačke u JAR jer je bio Židov. Tamo je osvojio Južnoafričko šahovsko prvenstvo osam puta, i predstavljao je JAR na Šahovskoj olimpijadi 1958. godine. Osim šahist bio je i pisac, prodavač od vrata do vrata, novinar i smišljao je križaljke. Hobiji su mu bili poker, bridž i skupljanjem poštanskih marki, te naravno šah. Tijekom Drugog svjetskog rata pomagao je Saveznicima u dešifriranju Njemačkih poruka.
1955. godine porazio je bivšeg svjetskog prvaka Maxa Euwea. Također je podijedio u partijama protiv Miguela Najdorfa, Joaquima Duraoa i Ludeka Pachmana. Nikad nije postao međunarodni majstor—doduše kasnije je stekao dovoljne kvalifikacije, ali je odbio prihvatiti nagradu od FIDE.
Napisao je nekoliko knjiga o šahu poput: Proljetna kniga šaha, Moja kniga zabave i igara, Velike remi-partije (na Njemačkom), i Nedostatak majstorskog dodira (1970.).
1957. godine, poslije posijeta Irskoj, preselio se u Dublin. 1979. godine obitelj Heidenfeld se seli natrag u Ulm gdje on umire poslije par godina.
Heidenfeld je bio Irski prvak 1958., 1963., 1964., 1967., 1968., i 1972. godine.
Bio je u Olimpijskoj ekipi 1966., 1968., 1970., i 1974. godine; te u Ekipi Europskih prvaka 1967. godine.
Njegov sin, Mark Heidenfeld, je također igrao šah za reprezentaciju Irske.